# 纽卡斯尔 (肯塔基州)
纽卡斯尔（英語：New Castle），是美国肯塔基州的一座城市。建立于1798年，面积约为1平方公里（0.4平方英里）。根据2010年美国人口普查，该市的人口为912人。